# Бар (герб)
Бар (пол. Bar) - шляхетський герб, різновид герба Равич з нобілітації.

## Опис герба
У золотому полі на чорній ведмедиці діва в червоному вбранні із золотим волоссям у золотій короні. Клейнод: між двома рогами оленя половина чорного ведмедя з трояндою в правій лапі. Намет: чорний, підбитий золотом. 

## Найперша згадка
Наданий 1593 року Шимонові Барові (Bar, Baehr). 

## Геральдичний рід
Бар (пол. Bar, нім. Baehr)